# Эффект Ирвина
Эффект Ирвина (также встречаются варианты названия «феномен Ирвина» и «феномен валентности») — психологический эффект, заключающийся в завышении (переоценивании) значимости и/или вероятности наступления желательного результата и занижении (недооценивании) вероятности нежелательного исхода.
Назван в честь американского учёного-психолога Фрэнсиса У. Ирвина (1905—1985).

## Суть эффекта
Из двух объективно равновероятных событий субъективно переоценивается вероятность наступления желаемого. Феномен проявляется в аналитическом параличе, ослеплении решением, выборе излюбленной альтернативы, использовании ограниченной рациональности.
Суть эффекта Ирвина объясняется тем, что эмоционально-позитивное событие легче и быстрее переводится в кратковременную память и, согласно эвристике доступности, получает завышенную оценку, а негативное событие подавляется и блокируется его перевод в кратковременную память. Начинает действовать механизм психологической защиты от травмирующих факторов.

## Наблюдение эффекта
Эффект наиболее подробно изучен в разрезе психологии принятия решений.
В 1998 году в ходе одного из экспериментов американского психолога Скотта Плаусса группе студентов был дан список из 42 событий, имеющих как положительное, так и отрицательное значение, например получение высокой зарплаты, приобретение собственного дома, заболевания и т. д. После этого испытуемых попросили оценить, насколько вероятно, что по сравнению с другими студентами из этой же группы данные события произойдут в их жизни. Выяснилось, что в среднем люди оценивали вероятность хороших событий в их жизни на 15 % выше, а вероятность плохих — на 20 % ниже, чем у других.